# Schwarzmeer-Felseidechse
Die Schwarzmeer-Felseidechse (Darevskia szczerbaki) ist eine Art der Kaukasischen Felseidechsen innerhalb der Familie der Echten Eidechsen. Sie lebt an der Ostküste des Schwarzen Meeres. Sie galt lange Zeit als Unterart von Brauners Felseidechse.

## Merkmale
Großwüchsige, langköpfige Art aus der Gruppe der Kaukasischen Felseidechsen, mit einer Kopf-Rumpf-Länge bis 8,8 cm bei den Männchen bzw. 8 cm bei den Weibchen. Die Weibchen sind oberseits sandfarben-grau. Ihr Bauch ist im Frühjahr gelblich, im Sommer weißlich. Die Unterseite der Oberschenkel ist gelborange mit noch dunkleren Schenkelporen. Die meisten Männchen haben im Sommer einen intensiv gefärbten grünen Rücken mit kräftigen schwarzen Flecken, die zu Querbinden verschmelzen können. Ihre Bauchseite ist im Frühjahr hellgrau oder weißlich, im Sommer kräftig gelb gefärbt mit orangefarbenen Unterseiten der Oberschenkel und mit noch dunkleren Schenkelporen. Jungtiere sind oberseits grau mit schwarzen Flecken.

## Verwechslungsarten
Bei Brauners Felseidechse sind die Schenkelporen nicht farblich kräftig abgesetzt von der Farbe der Unterseite der Oberschenkel. Die Jungtiere sind oberseits braun gefärbt, die Schwänze bläulich-türkisfarben. Jungtiere der Schwarzmeer-Felseidechse sind dagegen oberseits grau, die Schwänze graubraun. Die Kaukasische Wieseneidechse ist oberseits nicht grün und weist ein breites braunes Rückenband auf.

## Verbreitung
Die Art lebt in Russland, genauer in der Region Krasnodar, am Schwarzen Meer. Hier ist ihr Verbreitungsgebiet auf den schmalen Küstenstreifen zwischen Anapa im Nordwesten und dem Kap Kadosh bei Tuapsa im Südosten beschränkt.

## Lebensraum
Nur unmittelbar an der felsigen und steinigen Schwarzmeerküste und den sich anschließenden steilen felsigen Hängen. Die Lebensräume sind spärlich bewachsen und weisen Arten wie Pinus pitysa, Gelber Hornmohn, Meerfenchel, Seseli ponticum, Lamyra echinocephala, Crambe kokteblica, Echter Meerkohl, Matthiola odoratissima und Dianthus acatholimonoides auf.

## Lebensweise
Die Jahresaktivität kann in Jahren mit milden Wintern 10–11 Monate betragen. Spezifische Daten zur Fortpflanzung liegen nicht vor. Zur Nahrung ist ebenfalls wenig bekannt. Ein beträchtlicher Beuteanteil besteht aus Strandflohkrebsen der Gattung Orchestia, die unmittelbar in der Brandungszone erbeutet werden. Wichtig für die Tiere sind kleine Süßwasserquellen und Rinnsale an den Felsen. An Fressfeinden wurden Schlanknatter und Turmfalke festgestellt.

## Gefährdung
Eine seltene Art mit beschränkter Verbreitung, die als sehr gefährdet gelten muss. Die schmalen, felsigen Küstenstreifen müssen für den Schutz der Art in ihrer natürlichen geomorphologischen Struktur erhalten bleiben, da eine Umgestaltung zur Vertreibung der Tiere führen würde.